# ماري رايت بلامر
ماري رايت بلامر (بالإنجليزية: Mary Wright Plummer) هي أمينة مكتبة أمريكية، ولدت في 8 مارس 1856 في ريتشموند في الولايات المتحدة، وتوفيت في 21 سبتمبر 1916 في ديكسون في الولايات المتحدة.